# Marcos Rivas
Marcos Rivas   (Ciutat de Mèxic, 25 de novembre de 1947 - Estat de Durango, 19 d'abril de 2024) va ser un futbolista mexicà. Va formar part de l'equip mexicà a la Copa del Món de 1970.